# Ley de Darcy

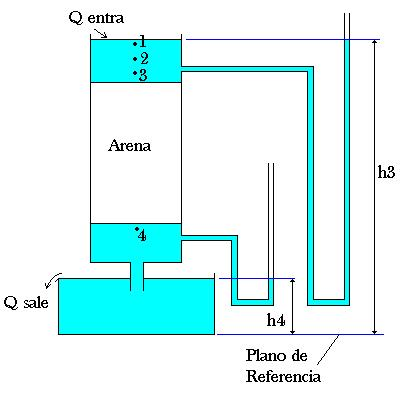
Experimento de Darcy

La Ley de Darcy describe, con base en experimentos de laboratorio, las características del movimiento del agua a través de un medio poroso. 
La expresión matemática de la Ley de Darcy es la siguiente:
{\displaystyle \ Q=k{\frac {h_{3}-h_{4}}{L}}A=k\cdot i\cdot A}
siendo:
{\displaystyle \ Q} = gasto, descarga o caudal en m³/s.
{\displaystyle \ L} = longitud en metros de la muestra.
{\displaystyle \ k} = una constante, actualmente conocida como coeficiente de permeabilidad de Darcy, variable en función del material de la muestra, en m/s.
{\displaystyle \ A} = área de la sección transversal de la muestra, en  m².
{\displaystyle \ h_{3}} = altura, sobre el plano de referencia que alcanza el agua en un tubo colocado a la entrada de la capa filtrante.
{\displaystyle \ h_{4}} = altura, sobre el plano de referencia que alcanza el agua en un tubo colocado a la salida de la capa filtrante.
El agua, por relaciones de energía, circula de mayor a menor altura piezométrica. Tal y como se puede ver, la relación {\displaystyle {\frac {h_{3}-h_{4}}{L}}} se trata del gradiente de alturas priezométricas {\displaystyle \ (\mathbf {i} )} o gradiente hidráulico y se observa que:
{\displaystyle {\frac {\partial H}{\partial L}}\leq 0}
por lo que adopta un valor negativo. Ello se puede expresar:
{\displaystyle \ q={\frac {Q}{A}}=k{\frac {\partial h}{\partial z}}}
donde h es la altura piezométrica y z la longitud recorrida. Generalizando a 3 dimensiones se obtiene que:
{\displaystyle \mathbf {q} =-\mathbf {K} \cdot \nabla (h(x,y,z))}
K es la conductividad hidráulica (permeabilidad) y se trata de un tensor simétrico diagonalizable a 3 direcciones principales:
{\displaystyle \mathbf {K} ={\begin{bmatrix}K_{xx}&K_{xy}&K_{xz}\\K_{yx}&K_{yy}&K_{yz}\\K_{zx}&K_{zy}&K_{zz}\end{bmatrix}}\rightarrow \mathbf {K} ={\begin{bmatrix}K_{xx}&0&0\\0&K_{yy}&0\\0&0&K_{zz}\end{bmatrix}}}
y se obtiene:
{\displaystyle \mathbf {q} =-\mathbf {K} \cdot \nabla (h(x,y,z))=-K_{x}{\frac {\partial h}{\partial x}}\mathbf {i} -K_{y}{\frac {\partial h}{\partial y}}\mathbf {j} -K_{z}{\frac {\partial h}{\partial z}}\mathbf {k} =-{\begin{bmatrix}K_{x}{\frac {\partial h}{\partial x}}\\K_{y}{\frac {\partial h}{\partial y}}\\K_{z}{\frac {\partial h}{\partial z}}\end{bmatrix}}}
El agua se desplazará en la dirección donde haya más permeabilidad y esta a su vez indicará a que velocidad se mueve el agua en condiciones unitarias de gradiente. En terrenos isótropos, las 3 permeabilidades principales serán idénticas.

## Validez de la Ley de Darcy
-La ley de Darcy es válida en un medio saturado, continuo, homogéneo e isótropo y cuando las fuerzas inerciales son despreciables (Re<1). 
La ley de Darcy es una de las piezas fundamentales de la mecánica de los suelos. A partir de los trabajos iniciales de Darcy, un trabajo monumental para la época, muchos otros investigadores han analizado y puesto a prueba esta ley. A través de estos trabajos posteriores se ha podido determinar que mantiene su validez para la mayoría de los tipos de flujo de fluidos en los suelos. Para filtraciones de líquidos a velocidades muy elevadas y la de gases a velocidades muy bajas, la ley de Darcy deja de ser válida.
En el caso de agua circulando en suelos, existen evidencias abrumadoras en el sentido de verificar la vigencia de la Ley de Darcy para suelos que van desde los limos hasta las arenas medias. Asimismo es perfectamente aplicable en las arcillas, para flujos en régimen permanente. 
Para suelos de mayor permeabilidad que la arena media, deberá determinarse experimentalmente la relación real entre el gradiente y la velocidad para cada suelo y porosidad estudiados.
la ley darcy es específicamente para hacer los cálculos de caudales (Q) mediante extractos que se pueden obtener del yacimiento